# Воропаєв Михайло Гаврилович
Михайло Гаврилович Воропаєв (нар. 8 листопада 1919, хутір Бистрянський, тепер Орловського району Ростовської області, Російська Федерація — 9 жовтня 2009, місто Москва) — радянський державний діяч, 1-й секретар Челябінського обласного комітету КПРС, заступник голови Комітету партійного контролю при ЦК КПРС. Член ЦК КПРС у 1971—1990 роках. Депутат Верховної Ради Російської РФСР 8-го та 11-го скликань. Депутат Верховної Ради СРСР 7-го, 9—10-го скликань.

## Життєпис
У 1942 році закінчив Ростовський інститут інженерів залізничного транспорту, інженер шляхів сполучення.
У 1942 році — інженер із обладнання паровозного депо станції Котельникове Сталінградської області. У 1942—1944 роках — інженер-плановик, старший технік, інженер із ремонту паровозів локомотивного депо станції Златоуст Челябінської області. У 1944—1945 роках — секретар комітету ВЛКСМ локомотивного депо станції Златоуст Челябінської області.
Член ВКП(б) з 1945 року.
У 1945—1949 роках — секретар районного комітету ВЛКСМ; 2-й секретар, 1-й секретар Златоустівського міського комітету ВЛКСМ  Челябінської області; секретар, 2-й секретар Челябінського обласного комітету ВЛКСМ.
У 1949—1954 роках — майстер, начальник служби тяги залізничного цеху Челябінського металургійного заводу.
У 1954—1958 роках — секретар, 2-й секретар Металургійного районного комітету КПРС міста Челябінська.
У 1958—1960 роках — слухач Вищої партійної школи при ЦК КПРС.
У 1960—1961 роках — завідувач промислово-транспортного відділу Челябінського міського комітету КПРС.
У 1961—1963 роках — 2-й секретар, у 1963 — липні 1970 року — 1-й секретар Челябінського міського комітету КПРС.
28 липня 1970 — 7 січня 1984 року — 1-й секретар Челябінського обласного комітету КПРС.
У січні 1984 — 1989 року — заступник голови Комітету партійного контролю при ЦК КПРС.
З 1989 року — персональний пенсіонер союзного значення в Москві.
Помер 9 жовтня 2009 року. Похований в Москві на Кунцевському кладовищі.

## Нагороди і звання
- три ордени Леніна (в т.ч. 6.11.1979)
- орден Жовтневої Революції
- орден «Знак Пошани»
- медалі
- Почесний громадянин Південного Уралу
- знак «Почесний залізничник»